# Мориш, Ондрей
Ондрей Мориш (словац. Ondrej Moriš; 10 октября 1916, Мелчице-Лиескове — 27 сентября 1944, Банска-Бистрица) — словацкий жандарм, участник партизанского движения Второй мировой войны.

## Биография
Родился 10 октября 1916 года в Мелчице-Лиескове (ныне Тренчинский край Словакии). Родители: Штефан Мориш и Мария Моришова (Пителова). До войны служил в жандармерии в Турчанских-Теплицах, воинское звание — сержант. В 1944 году вышел на связь с партизанами, участвовал в Словацком национальном восстании.
27 сентября 1944 года в битве при Чремошне получил тяжёлое осколочное ранение спины после разрыва миномётного снаряда. Умер в больнице Банской-Бистрицы от полученных ранений. Посмертно награждён Чехословацким Военным крестом 1939 года и Орденом Словацкого национального восстания 1 степени.